# El Menzeh
El Menzeh (arabiska: المنزه) är en landskommun i Marocko. Den ligger i prefekturen Skhirate-Témara och regionen Rabat-Salé-Kénitra, omedelbart söder om huvudstaden Rabat. Antalet invånare var 11 370 vid folkräkningen 2014.